# Château de Couin
Le Château de Couin est un château de style Louis XV, dans la commune de Couin, situé dans le département du Pas-de-Calais dans la région Hauts-de-France (France).

## Historique
Plusieurs constructions seigneuriales ont précédé l'édification du château actuel.

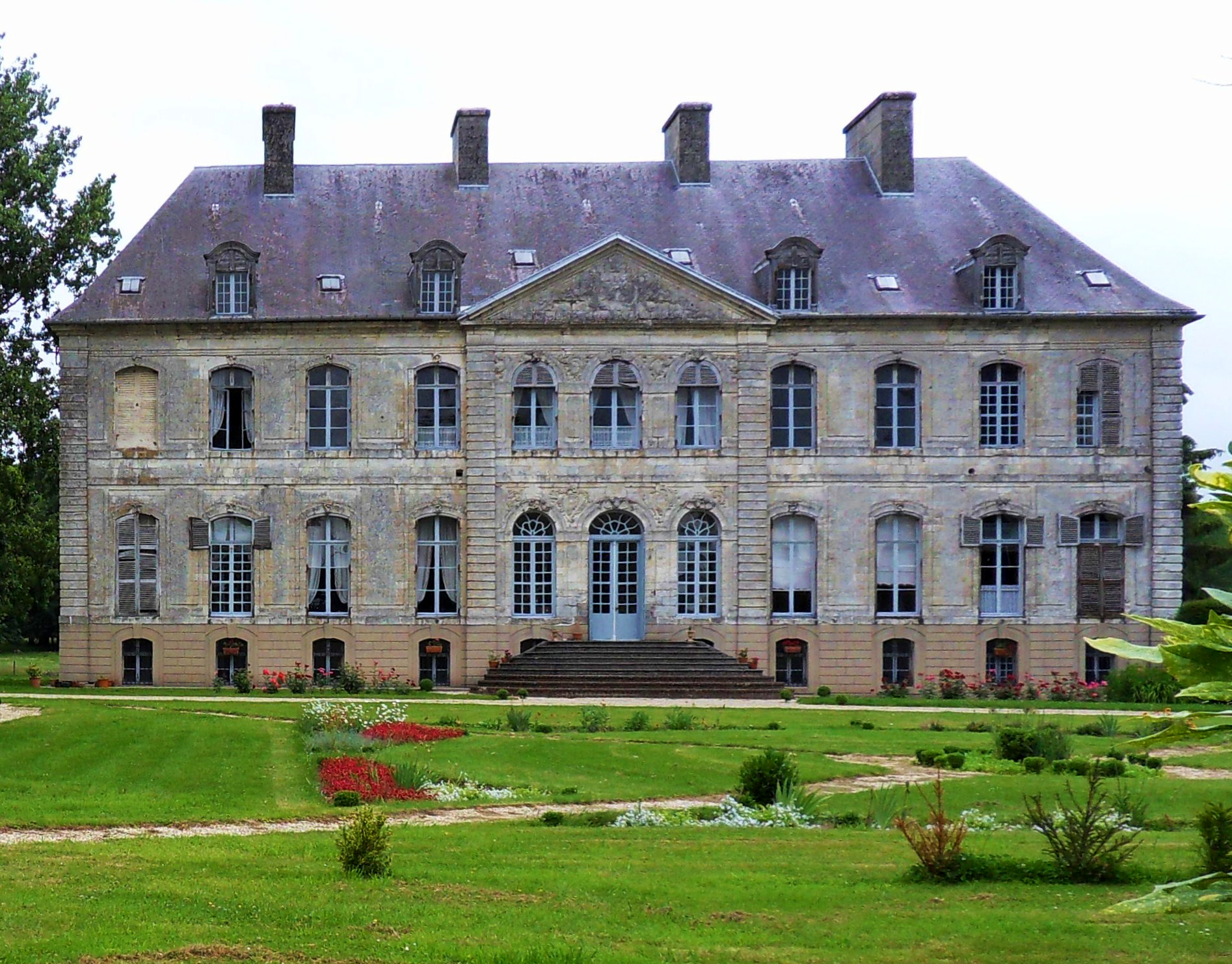
château de Couin

La famille de Landas, propriétaire de ce domaine, a décidé de construire un château à la fois classique et moderne pour l'époque. Les travaux ont débuté en 1745. Le logis seigneurial a été démoli. La construction a été entreprise sous l'égide de l'architecte arrageois Adrien François d'Huez. En 1748, le gros œuvre est terminé et la date est immortalisée sur la façade du château.
Le propriétaire, Philippe-Albert de Landas, comte de Louvignies ; député de la noblesse aux Etats-d'Artois, meurt en 1760 et sa femme Isabelle d'Héricourt a continué en démontant l'église pour la reconstruire pierre par pierre afin qu'elle se présente perpendiculairement à la demeure. Dans les années 1780, le fils a réalisé les écuries dans un style néoclassique. Lorsque la Révolution éclate, le comte et son épouse sont emprisonnés. Toutefois, les habitants de Couin les ont défendus pour les services rendus à la population. Mais les deux frontons du château sont burinés.
Les Landas ont mené une vie paisible mais, n'ayant pas d'héritiers à leur mort, le château est cédé aux Louvencourt. L'édifice n'est toutefois pas habité jusqu'à Arthur de Louvencourt qui a fait en 1823 un état des lieux complet. Il s'est installé et a entrepris des aménagements intérieurs et extérieurs avec sa femme Emma comme la grande salle à manger, le poële en faïence… Leur fils Ghislain a poursuivi les travaux, aménageant les salles de bain, le fourneau de la cuisine…
Pendant la Première Guerre mondiale, le château a été utilisé comme quartier général pour la division médicale par l'armée britannique à partir de 1915.
Les Louvencourt ont continué à habiter Couin jusqu'au début des années 1950. Puis le château fut utilisé pour des colonies de vacances. À partir de cette époque, il ne sera plus habité jusqu'en 2003. Les Louvencourt l'ont cédé en 1962 à un arrageois qui l'a lui-même revendu aux propriétaires actuels.
En 1965, le château a été inscrit en totalité, intérieurs et extérieurs, à l'inventaire supplémentaire des monuments historiques. Depuis 2002, le château connaît un programme de restauration particulièrement important. Ouvert au public depuis cette période, il est l'un des châteaux privés parmi les plus visités dans le nord de la France.

### Architecture
Le château de Couin, construit de 1745 à 1749 en pierre blanche d'Artois avec soubassement en briques est une bâtisse de plus de 2 000 m2 avec soixante et une pièces principales

## Parc et jardins
Le parc de six hectares et demi à l'anglaise a été repéré au pré-inventaire des jardins remarquables, mais noté à l'abandon.